# Carnets de scène
Albums de Patricia Kaas
Scène de vie
(1990) Je te dis vous
(1993)
Carnets de scène est le premier album live de Patricia Kaas, sorti en 1991 sur le label Columbia Records. Originellement publié en double vinyle, double cassette et double CD, cet album a été réédité en CD simple (les titres Tropic Blues bar, Elle voulait jouer Cabaret, Regarde les riches et Patou blues ont été écartés de cette réédition).

## Liste des titres
| No  | Titre                           | Auteur                                         | Durée |
| --- | ------------------------------- | ---------------------------------------------- | ----- |
| 1.  | Générique (Thème Montmajour)    | François Bernheim                              | 2:04  |
| 2.  | Les mannequins d'osier          | Didier Barbelivien/Bernheim                    | 3:49  |
| 3.  | Vénus des Abribus               | Bernheim-Élisabeth Depardieu/Dominique Perrier | 3:49  |
| 4.  | Mon mec à moi                   | Barbelivien/Bernheim                           | 5:02  |
| 5.  | Cœurs brisés                    | Thierry Delianis/Charles France                | 3:31  |
| 6.  | L'heure du jazz                 | Jean-Claude Collo/Barbelivien-Bernheim         | 4:28  |
| 7.  | Lili Marlène                    | Hans Leip/Norbert Schultze                     | 1:03  |
| 8.  | D'Allemagne                     | Barbelivien/Bernheim                           | 4:56  |
| 9.  | Summertime                      | DuBose Heyward/George Gershwin                 | 2:35  |
| 10. | Kennedy Rose                    | Depardieu/Barbelivien-Bernheim                 | 3:40  |
| 11. | Mademoiselle chante le blues    | Barbelivien-Bob Mehdi/Barbelivien              | 7:58  |
| 12. | Bessie                          | Pierre Grosz/Franck Langolff                   | 4:46  |
| 13. | Les hommes qui passent          | Barbelivien/Bernheim                           | 4:56  |
| 14. | Une dernière semaine à New York | Barbelivien/Bernheim                           | 3:42  |
| 15. | Quand Jimmy dit                 | Barbelivien-Bernheim/Barbelivien               | 7:34  |
| 16. | Un dernier blues                | Barbelivien                                    | 2:04  |

## Certification
| Pays         | Certification | Équivalence/Ventes |
| ------------ | ------------- | ------------------ |
| France(SNEP) | 2x Or         | 200,000            |